# Het Centrum
Het Centrum (deutsch „Das Zentrum“) war eine (bis 1932) überregionale niederländische Tageszeitung mit Redaktionssitz in Utrecht, zeitweise auch in Amsterdam.

## Geschichte
Die Erstausgabe des Centrum erschien am 1. Mai 1884. Gründer und erster Herausgeber war C.J. Langendam, der Sohn des Gründers der in Nijmegen erscheinenden Zeitung De Gelderlander. Es war damit nach De Maasbode und De Tijd die dritte landesweite katholische Tageszeitung. Erster Chefredakteur war H.L. Lindendaal Jacobs. 1885 zog die Redaktion nach Amsterdam um, kehrte jedoch 1897 wieder nach Utrecht zurück. Im Gegensatz zu seinen konservativen katholischen Konkurrenten vertrat das Centrum einen fortschrittlichen Kurs. Es unterstützte die Ideen des Priesters, Dichters und Politikers Herman Schaepman, der von 1870 bis 1883 Redakteur bei De Tijd war und dort auch Chefredakteur wurde. Nachdem es zum Bruch zwischen ihm und seiner Zeitung gekommen war, wurde er Freier Mitarbeiter des Centrum. Der Name der Zeitung ist nicht zufällig dem der 1870 gegründeten Deutschen Zentrumspartei unähnlich, denn Schaepman war ein Verfechter einer großen christlichen Sammlungspartei, womit er noch über die Ausrichtung der Deutschen Zentrumspartei hinausging, die sich als Repräsentantin der deutschen Katholiken verstand. Dies blieb jedoch für lange Zeit ein unerfüllter Traum, erst in den 1960er Jahren sollte die Entwicklung zu einer überkonfessionellen christlichen Partei hin einsetzen, dem heutigen CDA, in dem schließlich 1980 die drei größten christlichen Parteien der Niederlande eingingen.
1887 bekam das Centrum eine Nebenausgabe mit dem Namen De Volkscourant (Der Volksanzeiger), die dreimal wöchentlich erschien und sich speziell an katholische Arbeiter richtete. In Amsterdam hatte der Volkscourant sogar eine stärkere Position als seine Mutterzeitung. Trotz seiner zum Ende hin 3.000 Abonnenten wurde De Volkscourant 1895 schließlich wieder mit dem Centrum zusammengelegt und damit faktisch eingestellt, allerdings blieb im Anschluss an die Rückkehr nach Utrecht in Amsterdam ein Büro bestehen. Vor dem Ersten Weltkrieg war Het Centrum die größte katholische Tageszeitung der Niederlande und lag noch in den Jahren 1914/1915 mit einer Auflage von 20.000 Exemplaren weit vor seinen katholischen Konkurrenten, doch anschließend bekam das Centrum es mit einer neuen Konkurrenz in Form der Volkskrant zu tun, die als eine Zeitung für katholische Arbeiter konzipiert worden war und in ihrer Ausrichtung Ähnlichkeiten zum Centrum aufwies. In der Folgezeit ging die Bedeutung des Centrum stark zurück, sodass es sich 1932 von seiner überregionalen Ausrichtung verabschiedete und seinen seit der Gründung von De Volkskrant drei landesweiten Konkurrenten in dieser Hinsicht das Feld überließ. Nachdem Deutschland 1940 die Niederlande während des Zweiten Weltkriegs besetzt hatten, stellten im darauffolgenden Jahr das Centrum und die Volkskrant das Erscheinen ein, der Maasbode wurde verboten, lediglich De Tijd erschien bis zum Ende der Besatzung weiter. Während die drei letztgenannten Zeitungen nach dem Krieg unter ihrem alten Namen fortgesetzt wurden, erhielt das Centrum den neuen Namen Utrechts Katholiek Dagblad.
1955 wurde das Utrechts Katholiek Dagblad mit dem Amersfoorts Katholiek Dagblad fusioniert und erhielt wieder seinen früheren Namen. 1971 wurde Het Centrum schließlich vom Utrechtsch Nieuwsblad übernommen, was nach der Unterbrechung von 1941 bis 1945 die endgültige Einstellung bedeutete. Das Utrechtsch Nieuwsblad wurde 2005 wiederum von seinem herausgebenden Verlag „Wegener“ in ein Joint-Venture mit dem von „De Persgroep Nederland“ herausgegebenen Algemeen Dagblad eingebracht und ist seitdem eine Lokalausgabe des letzteren, der im Zuge dieses Zusammenschlusses in die Kurzform AD umbenannt wurde.